# Araneus ferrugineus
Araneus ferrugineus este o specie de păianjeni din genul Araneus, familia Araneidae. A fost descrisă pentru prima dată de Thorell, 1877.
Este endemică în Sulawesi. Conform Catalogue of Life specia Araneus ferrugineus nu are subspecii cunoscute.